# Космос-2085
Космос-2085 је један од преко 2400 совјетских вјештачких сателита лансираних у оквиру програма Космос.
Космос-2085 је лансиран са космодрома Тјуратам, Бајконур, СССР, 18. јула 1990. Ракета-носач Протон-К је поставила сателит у орбиту око планете Земље. 